# Asiopisinus
Genre
Asiopisinus est un genre d'araignées aranéomorphes de la famille des Theridiidae.

## Répartition
Les espèces de ce genre se rencontrent en Asie de l'Est.

## Liste des espèces
Selon World Spider Catalog (version 26, 14/07/2025) :
- Asiopisinus anfu (Liang, Liu, Yin & Yu, 2025)
- Asiopisinus baoshanensis (Liu, Irfan & Peng, 2019)
- Asiopisinus cheni Hu, Wei, Liu & Xu, 2025
- Asiopisinus implicatus (Liang, Liu, Yin & Yu, 2025)
- Asiopisinus nubilus (Yaginuma, 1960)
- Asiopisinus ornithorrhynchus (F. J. Liu, Agnarsson, J. Liu & Zhu, 2022)
- Asiopisinus pseudonubilus (Liang, Liu, Yin & Yu, 2025)
- Asiopisinus yoshidai (Okuma, 1994)

## Systématique et taxinomie
Ce genre a été décrit en 2025 dans les Theridiidae par Hu, Wei, Liu et Xu.

## Publication originale
- Hu, Wei, Liu & Xu, « Asiopisinus gen. nov., a new genus of the family Theridiidae Sundevall, 1833 (Araneae, Theridiidae) from eastern Asia », Zootaxa, 2025, no 5660(4), p. 475-504.